# Megachile rufipennis
Megachile rufipennis là một loài Hymenoptera trong họ Megachilidae. Loài này được Fabricius mô tả khoa học năm 1793.